# (4713) Steel
(4713) Steel (1989 QL) – planetoida z pasa głównego asteroid okrążająca Słońce w ciągu 2,68 lat w średniej odległości 1,93 j.a. Odkryta 26 sierpnia 1989 roku.